# DJ Gregory
DJ Gregory, artiestennaam van Grégory Darsa, is een Frans houseproducer en dj. Kenmerkend aan zijn producties is dat hij veel invloeden uit de wereldmuziek gebruikt. Zijn bekendste platen zijn Tropical Soundclash (2002) en Elle (2003). Hij brengt zijn platen uit op zijn eigen labels Faya Combo en Point G.

## Biografie
Darsa raakt in de jaren negentig in de ban van housemuziek. Hij werkt die jaren in de distributie van platen en gaat geregeld naar New York om clubs te bezoeken. De housescene uit deze stad is ook een van zijn belangrijkste inspiratiebronnen. Als dj is hij actief op het station Radio FG, waar hij samen met DJ Deep een show heeft. Hij gaat ook zelf produceren. In 1996 verschijnen als Cheesy D. zijn eerste tracks. Ook als Point G brengt hij enkele platen uit. Vanaf 1997 werkt hij ook geregeld samen met landgenoot Julien Jabre. Ze maken singles onder de namen Soha en Fantom en zijn ook betrokken bij de productie van het album In The Light van Shazz. Beide zijn ook onderdeel van het Africanism-project van Bob Sinclar, waarvoor ze tracks produceren.
In 2002 richt hij het Faya Combo-label op. Niet lang daarna heeft hij solo succes met het titelnummer van de ep Tropical Soundclash dat om een Braziliaanse zangstem draait. Een jaar later doet hij het succes nog eens over met Elle. Later verklaart hij dat hij Elle zijn beste track vindt en er drie jaar aan heeft gespendeerd. Beide tracks worden door Defected Records op groter schaal uitgebracht. Voor hen mixt hij ook de Faya Combo Sessions (2008). Met zijn veelvuldige samenwerkingspartner Julien Jabre brengt hij in 2009 de verzamel-cd House Masters uit, waarop de belangrijkste platen van beide producers staan verzameld. In 2010 werkt Gregory enkele malen samen met de Nederlandse producers Sidney Samson en Gregor Salto.
In 2012 blaast hij het Point G project nieuw leven nadat hij gevraagd wordt om de oude track Underwater opnieuw uit te geven. Hij laat het niet bij die heruitgave en vanaf dat moment wordt Point G zijn belangrijkste uitlaatklep. Er verschijnen diverse ep's, op een gelijknamig nieuw label die slechts een nummer als titel hebben. De compilatie The Point G Experience (2017) verzamelt hij veel van de tracks die daarmee zijn verschenen.

## Discografie

### Verzamelalbums
- Defected Presents Faya Combo Sessions: Mixed by DJ Gregory (2008)
- DJ Gregory & Julien Jabre – House Masters (2009)
- Point G - The Point G Experience (2017)